# Supermarine S.4
Supermarine S.4 var ett brittiskt tävlingsflygplan designat av Reginald Joseph Mitchell för 1925 års tävling om Schneidertrofén. Flygplanet havererade innan tävlingen, men den blev grunden för de efterföljande tävlingsflygplanen Supermarine S.5, S.6 och slutligen det legendariska jaktflygplanet Supermarine Spitfire.
S.4 flög första gången den 25 augusti 1925 och den 13 september satte den hastighetsrekord för sjöflygplan och brittiskt hastighetsrekord med 365,07 km/h. Efter att flygplanet skeppats över till USA havererade det under en träningsflygning i Baltimore den 23 oktober. Piloten Henry Biard klarade sig med två brutna revben. Det konstaterades att kraschen troligen berodde på självsvängningar i vingen.